# Östergötlands-Södermanlands Annonsblad
Östergötlands- Södermanlands Annonsblad var en dagstidning som kom ut från den 6 januari 1894 till den 6 november 1897.

## Redaktion
Utgivningsbevis för tidningen utfärdades för löjtnanten Carl August Wulff 12 november 1893 , som redigerade tidningen 1894 och 1895; Anselm Wibärg var dess redaktör 1896 till mars 1897  och Per Albert Bergström redaktionssekreterare från maj 1896 till november 1897. Tidningens bilaga Illustrerad Skämtbilaga publicerades från 6 januari 1894 till 14 april 1894. 

## Tryckning
Tidningen trycktes i Åkerbruket och Husdjursskötselns tryckeri med typsnitt antikva och med illustrationer.1894.Tidningen kom ut en dag i veckan till 25 september 1897 på lördagar, sedan två dagar i veckan onsdag och lördag till 16 oktober 1897. Slutmånaden kom den ut bara onsdagar från 20 oktober till 6 november 1897. Tidningen hade 2 -4 sidor i folio med 6 spalter 50 x 36 cm eller10 spalter 87 x 60 cm. Priset var 1 kr 20 öre för en prenumeration.